# BKUNIX
BKUNIX er et styresystem for den sovietiske PC Elektronika BK. Det er baseret på en LSX kerne (en version af UNIX V6) og udgivet under GNU General Public License. Det er udviklet af Sergey Vakulenko og Leonid Broukhis. BK-0010 og BK-0011M behøver forskellige compilere af kernen, men andre dele er de samme. Systemet understøtter op til tre samtidige forespørgsler og tillader opsætning af op til tre filsystemer.